# Basketball-Südamerikameisterschaft 1987
Die Basketball-Südamerikameisterschaft 1987, die zweiunddreißigste Basketball-Südamerikameisterschaft, fand zwischen dem 13. und 20. Mai 1987 in Asunción, Paraguay statt, das zum dritten Mal die Meisterschaft ausrichtete. Gewinner war die Nationalmannschaft Argentiniens, die zum neunten Mal, den Titel erringen konnte. 

## Abschlussplatzierung
1. Argentinien
2. Venezuela
3. Brasilien
4. Uruguay
5. Paraguay
6. Peru
7. Chile

## Ergebnis
| Platzierung | Mannschaft  | G | V |
| ----------- | ----------- | - | - |
| 1           | Argentinien | 5 | 1 |
| 2           | Venezuela   | 5 | 1 |
| 3           | Brasilien   | 5 | 1 |
| 4           | Uruguay     | 3 | 3 |
| 5           | Paraguay    | 2 | 4 |
| 6           | Peru        | 1 | 5 |
| 6           | Chile       | 0 | 6 |

| Argentinien          |
| Meister Argentinien  |
| Neunte Meisterschaft |